# 十八樓C座
《十八樓C座》（英語：18/F Block C）是香港商業電台第一台（雷霆881）製作的廣播劇和最長壽節目，1968年7月3日晚上7:15首播，劇中故事以座落於灣仔的「周記茶餐廳」的老闆員工與經常光顧的街坊作為主線。劇情以諷刺時弊為主，嬉笑怒罵，引起不少香港人的共鳴。
該劇現時播出時間為星期一至五中午12時36分至1時，星期二至六凌晨0時07分至0時30分重播。如當日為星期一至五的日间賽馬日、施政報告及財政預算案發表日，會暫停播出。
2008年7月2日，《十八樓C座》推出了40週年特別版，並由劇中各演員前往全香港18區多個的士站向司機派發金牌咖啡。同年10月6日，商台製作為期一個月的紀念四十週年專輯，重播過去劇中部分單元，以及製作《十八樓C座 為民喉舌四十年》一書，講述過去四十年香港社會及傳媒的發展。
2011年4月5日，何文光重新回來，替補因病離去的元老甄錦華，並在角色上由大隻標變回的士高。另外，劇中新角色嘉嘉是影射某舊樓收購集團代表的地產經紀。在2011年3月18日交代了包租公移居大陸把其居所交給有關地產經紀。
2014年底，劇中新角色鄭麗美出現，該角色是設定為鬍鬚仔的徒弟。有關角色除了漸漸承繼鬍鬚仔的戲份，亦慢慢替補因病離去的元老陳森。與此同時，陳聰所飾演的輝仔也重新回來經常出現。兩者把十八樓C座背景切合討論有關香港年輕一代的社會話題。
2018年，商台為紀念《十八樓C座》50周年。在7月2日開始播放為期一個月《十八樓C座 50年不變 經典重温》20集的專輯，以及在馬季歇暑期間於星期日播放的《十八樓C座 50周年特別篇》。另外，又在7月3日及13日於中午於銅鑼灣至上環派發金牌咖啡，以及限量推出非賣品紀念郵票。
2020年3月31日起，因商業一台取消《晚間新聞專輯》，深夜重播改於午夜12時07分至30分播出。
2022年2月中旬，由於金剛、朱雪梅、陳慕賢、李錦等多名參演播音員相繼確診新型冠狀肺炎病毒，令劇組其他播音員亦須家居隔離，故同年2月15日起所播出的《十八樓C座》亦須改以遙距形式安排各演員在家參與錄音，劇中的「周記茶餐廳」需要「暫停營業」，由各演員在不同場景中交代劇情。

## 歷史
《十八樓C座》前身是《欲罷不能》和《冷眼旁觀》兩個廣播劇。香港在1967年發生六七暴動，鬥委會為首的香港左派團體發起罷工及騷亂，商台反對這場將中國大陸文化大革命延燒到香港的動亂，商業一台推出由林彬主講的廣播劇《欲罷不能》諷刺左派罷工及騷亂不得民心的時弊。1967年8月24日，林彬與同樣在商台工作的堂弟林光海於返回商台上班的途中遭左派暴徒伏擊及縱火燒死，商台全體上下悲働不已，堅持不屈服及播放《欲罷不能》及原由林彬主講的《時事評論》。同年12月六七暴動漸告平息，何佐芝決定推出《冷眼旁觀》的廣播劇接替，雖同為諷刺這場暴動的時弊，但氣氛相對溫和，及至社會秩序恢復，後續於1968年7月接替的廣播劇即為現時的《十八樓C座》，而十八樓C座即是林彬生前的門牌號，但仍是以諷刺時弊作為節目主線。
早期開場白有“十八樓C座？冇錯！係十八樓C座。”及“收掛號信呀！邊個呀？十八樓C座。”等等，而深入民心的開場音樂使用由弗蘭克·德沃爾為1967年美國電影《梁山人馬》（The Happening）所作的《Let's Play Games》，該音樂逾半世纪以來亦一直保持原有旋律做過場音樂。在早年，十八樓C座亦有採用《莫斯科郊外的晚上》作為過場音樂。
節目早期由楊廣培、尹芳玲飾演主角劉百奇、周影塵夫婦，兩夫婦住在觀塘某大廈的十八樓C座，而周老闆則在街邊經營茶水檔。1978年，楊廣培及尹芳玲轉職佳視，節目便改由監製馮展萍飾演《噴火筒雜誌社》的總編輯丁三一，周刊總部位於灣仔某大廈的十八樓C座，而茶水檔的周老闆也在灣仔買下地舖「周記冰室」。至1988年馮展萍離開商台後，「十八樓C座」的場景完全淡出，從此便由周老闆擔大旗，場景也以「周記茶餐廳」為主，直至現在。而周老闆於灣仔的居所亦是十八樓C座。

## 內容
十八樓C座是一個歷史悠久的社會廣播劇，與時並進，利用嬉笑怒罵的手法及劇中一群你我都熟悉的小人物，演繹社會大小事，諷刺時弊，引起大眾共鳴。

## 編劇、監製
眾人都公認老式編劇如的式、唐寧等對白抵死過癮，但用角彈性較低，集集登場角色也相若，甚少不同。但大家仍是抱住同一個心－以故事貫穿時事，嬉笑怒罵，諷刺時弊。
- 程雪門（原名楊普禧，楊立門的父親，1970-80年代的編劇）
- 馮展萍（馮偉棠的父親，1970-80年代的監製，2019年12月23日逝世）
- 的式（原名黃國超，1970年代開始參與，據明報文化報導於1980-90年代以化名通靈作為編劇。2004年再度加入，接替離開的元老唐寧，2013年3月中旬心臟病發逝世）
- 唐寧（1970-80年代的編劇）
- 圓方（1980-90年代的編劇）
- 楊一（1990年代的編劇）
- 文龍（1990年代-2004年的編劇）
- 祈雁玲（1990年代的監製，接替離開的元老馮展萍）
- 陳慧（1990年代的監製，接替離開的元老馮展萍）
- 王德全（1990年代-2004年的監製，接替離開的元老馮展萍）
- 李錦（接替2004年離職的監製王德全一段時間）
- 超人（林超榮）（90年代初一段時期，2004／05年？接替離開的元老唐寧和文龍）
- 馮志豐（接替2004年離職的監製王德全，至2022年5月，間中編劇）
- 英格烈（2009年接替同年加入的鮑偉聰）
- 漁夫（2010年加入，現身在紐西蘭）
- 淋柿（2014年加入，暑期實習生，當時嶺南大學文化研究學生）
- 熊太郎（約2012年-2021年）
- 丘思陶（2010年加入，現身在澳洲，在各演員在家參與錄音時，在其編劇故事中作客串演出）
- 杜撰（約2012年加入）
- 李三腳（2021年加入）
- 黎熙和（2021年加入）
- 烏鴉文（2023年加入）
- 陳聰（接替2022年離職的監製馮志豐）

## 演員
- 周新都 ─ 金剛 飾；45周年舞台劇（年青時） 黃秋生 飾
  - 初出場時年近六十，富正義感，不平則鳴；頗衝動，（雷）聲若洪鐘，一鎚定音；有舊傳統道德觀念，亦可接受新事物；妻雲娟（45周年舞台劇、及50周年紀念嘉賓演出均為蘇玉華飾）早年去世，女兒阿英和外孫移民英國。中產節儉，現居灣仔某大廈十八樓C座。劇中設定周老闆和金剛「二人」自小相識、猶如孖公仔，生日同為9月6日；周老闆稱呼金剛為「杰仔」（2023年9月6日《老周的秘密》）。另外周老闆也是約翰連儂的歌迷，年青時曾請假到尖沙咀樂宮戲院追星（2020年10月9日《我係連儂迷》）。
  - 周老闆的口頭禪：
    - “（你都）黐筋嘅”（「你都神經病的」，對任何人的罵人話）
    - “懵婆！躝返去後欄洗大餅啦！”（「笨婦，滾回後巷洗盤子吧！」，對祥嫂的罵人話，在周老闆被她激到嬲怒時用。）
    - “請到你呢班伙計，真係家山發囉！”（「能僱用到你們這班員工，真是託祖先的福了！（反話）」，通常被一眾周記員工激到無話可說時用。）
    - “叻到鬆毛鬆翼喇，曉飛曉昧喇！”（「聰明到翅膀的羽毛都可以用來飛了啊！」，揶揄祥嫂有小聰明之時說的。）
- 朱惠芳（祥嫂） ─ 朱雪梅 飾
  - 初出場時四十餘歲，無知婦孺，文盲；心直口快每事問，亦樂於助人。現居香港仔某大廈板間房，丈夫「死鬼阿祥」早年去世。在周記任職「打雜」（洗大餅、落單、清潔等），頗為周老闆倚重，常被周老闆叫「懵婆」或「後欄皇后」。有時會爭取加人工，但周老闆每次都會推說要向顧客加價了事。
  - 祥嫂的口頭禪：
    - “撞鬼囉”
    - “你個頭呀”
    - “包租公話呀……”（因為祥嫂深信包租公的說話，所以她有時想引包租公的說法，但未講即被周老闆打斷，並叫她不要再講包租公的話。）
- 無牙三姑 ─ 陳慕賢 飾
  - 初出場時年六十歲，洋名Maria，生日為2月14日。冇牙婆，講說話有漏氣；心地善良，凡事感恩；信佛，吃齋之人，喜愛打麻雀。與夫「老嘢」甚恩愛，年輕時曾一起開過山寨廠；但夫年事已高行動不便，常常要人照顧。二人無兒女，但三姑有頗多契仔契女契孫，而且樂於為他們做跑腿和幫忙。與周老闆為同大廈同層鄰居。年輕時曾因身材出眾而被戲稱為「孖葫蘆」。（最初十八樓C座的老婦角色沒有固定稱呼，後來固定一個角色為無牙三姑）
- 孤寒鐸 ─ 李錦 飾
  - 初出場年六十餘歲，生日為7月21日，獨居於港島舊式屋村之小人物；早年喪妻，無依無靠，曾長期靠抹車過活，現為周記兼職伙記，和做其他散工幫補，自稱「炒散王」。自認知書識禮，會看風水和寫揮春，喜歡哼歌自娛；但孤寒成性，喜歡諗縮數、攞著數、投機取巧，常被鬍鬚仔戲謔。平日態度溫和，但其實很懂見風使舵，看情況而裝傻扮懵、耍官腔或煽風點火；總之牙尖嘴利，令人哭笑不得。（2008-2010年曾被一度離開，由當時金貴飾演的煙屎澤轉化過來）
  - 鐸叔的口頭禪：
    - “大佬呀！”
    - “我阿鐸……”（提到自己時經常以名字自稱）
    - “有冇搞~~錯！”
- 周紅 ─ 陳慕賢 飾
  - 1980年代中起出現，當時年約三十歲，生日為2月14日。早年由大陸偷渡來港之北妹，有內地推拿認證資格。常來周記訴苦，稱呼周老闆為「哥哥」，及賣弄風騷。是個麻煩巴辣但娛樂無窮的角色，和祥嫂經常頂嘴。性格拜金，曾與胡百通、大隻標等有交往，後與阮南安一起。近年經常偏幫建制派，但亦被人駁斥。因為與輝仔政見不同，又認為年青人經常搞事，所以經常指斥輝仔為「廢青」。與拉表叔同樣是所謂的「根正苗紅」，而周紅屬於親保守建制派。
  - 周紅的口頭禪：
    - “真係激死人喇！”
    - “哼!…… ”（開始說話時）
- 阮南安 ─ 李錦 飾
  - 1985年起出現，當時年約四十餘歲，早年偷渡來港的越南船民，後來成為本港居民；曾是周老板伙計，在售賣私煙盛行之時，掘了第一桶金；及後金盆洗手不幹，轉行正業，並與周紅結為夫婦，成為一對歡喜冤家。單純且無主見，對阿紅唯命是從；但有時都幾衰仔，背著阿紅做買賣交易等等，是個攪笑角色。現與朋友合營按摩店，周紅偶然會看店，孖七是其中一名按摩員工。
- 大編輯 ─ 李錦 飾
  - 1990年代初出現，當時年約四十歲，某報章編輯，有妻兒；為人正直、見識廣博，有正義感。專做港聞，強調自己不會做娛樂新聞。周老闆揶揄他時會稱他為「寫稿佬」。（由當時馮展萍飾演的丁三一轉化過來，在2007年起才頻繁出現）
- 的士高 ─ 何文光 飾
  - 的士司機，怕老婆，有讀幼稚園的女兒，愛刨馬經；口頭禪是「就係咁簡單」。因手持數個的士牌，偶然會被戲笑不愁衣食、工作只是為了興趣。周老闆揶揄他時會稱他為「的士佬」、「揸車佬」。（1977年出現，1990年代後極少出現，2011年重新出現，劇中交代他從大陸回流香港。）
- 輝仔 ─ 陳聰 飾
  - 大學生，一直無法畢業。家中有一妹妹。單身宅男，愛打機常課金。一般稱呼周老闆為「肥佬」（賣乖時才會叫「周伯伯」），經常揶揄周老闆，戲弄周紅，有時因口沒遮攔而被周老闆敲頭殼。替人補習及代工砌模型賺取零用錢，也有收藏大量球鞋。興趣廣泛，如電影製作、攝影、AI和程式製作等，偶然會遊說輝媽贊助器材。口頭禪是「是咁的」、「一定係，除非唔係」，賣弄小聰明時會自稱「金田一輝」或「福爾摩輝」。（2008年後開始間中出現，2015年開始經常出現）
- 鄭麗美（精甩美） ─ 伍甄琪 飾
  - 地產經纪，胡百通的徒弟，生日為4月17日。話頭醒尾，消息靈通，口頭禪是「Common Sense」。曾在外國留學，主修政治和行政，本來打算畢業後加入政黨。熱愛到日本旅行，經常分享當地文化新知，有一位相熟的滑雪教練「根本英俊」。平日喜歡欣賞體格精壯的男明星或運動員。跟師傅胡鬚仔有保持聯絡，偶然會跟周記街坊更新胡鬚仔近況。（2014年12月10日開始出現）
- 孖七（七師傅）─ 伍甄琪 飾
  - 周紅的「姊妹」，年輕的按摩店員工，操內地口音；性格開朗正面，為人圓滑。有丈夫和讀小學的兒子。曾為周老闆按摩，被的士高帶頭戲稱作「七師傅」。（2023年1月4日開始經常出現）

## 其他角色
- 拉表叔 ─ 馮志豐 飾
  - 原名司徒拉。初出場時年近三十歲，精明，外型黑黑實實；國內高幹份子，後申請來港。與周老闆是遠房親戚，輩份高於周老闆，故稱呼周老闆為「都仔」，拉之母親亦是周老闆的恩人。與周紅同樣是所謂的「根正苗紅」，而拉表叔屬於開明親建制派。曾有一女朋友名阿思，次任女朋友叫晶晶（口述角色）。拉表叔本來居於周家，後離開香港到法國學廚，打算跟晶晶一起生活，後因晶晶自行回鄉生活而感情生變、宣告分手。（1997年創造，但在2007年後才集集出場。2022年中馮志豐離開商台，交代拉表叔到法國學廚；但偶然仍會客串，致電回周記跟各位閒聊，也會囑咐周老闆注意健康）
- 陳大文─ 鄔家麟 飾；楊樂笙 飾（2023年起）
  - 灣仔區議員，平日少有作為。曾因提名票不足而無法入閘，後成為政府委任區議員。（鄔家麟離開商台後，曾變成口述角色。2023年5月起，由楊樂笙飾演，偶然出現。）
- 胡錦 ─泰山 飾 
  - 胡百通的侄兒，二人性格相似，身形拍得住周老闆。錦仔從美國回流返港，成立類似「智庫」的組織，因乃總監，故又稱「胡總」。常說標準英語。（2005年至2011年出現，後出現於50周年紀念作嘉賓演出。2024年起再次間中出現）
- 林家衛（Gary） ─ 阮子健 飾
  - 導演，經輝仔介紹到周記茶餐廳取景拍電影。幾經波折，電影最終在非洲參展。（2023年3月開始間中出現）
- 咖喱仔（Gary） ─ 馮天欣 飾
  - 三姑契孫。年輕俊朗，疑似喜歡男性。居於美國，與朋友經營科技生意，是一名數碼遊民，經常周遊列國。（2023年6月開始間中出現）
- 賴先生 ─ 張葦 飾
  - 精甩美的內地客戶，有意跟周老闆合作搞飲食生意，多次邀請周老闆到深圳吃喝玩樂。（2023年9月開始間中出現）
- 盲炳（炳哥） ─ 阮子健 飾
  - 深圳盲人按摩師，賴先生的伙計。擅長摸骨看相，亦對揀選大閘蟹有一番心得。（2023年9月開始間中出現）
- 巴閉哥 ─ 演員不詳
  - 導遊，日本通，與一眾周記街坊為舊相識。說話直腸直肚，喜歡重點要說三次。（2024年初次(?)出現）
- 阿君 ─ 何飛鳳 飾
  - 三姑契孫女，從事酒店業。嫁了一個裙腳仔，婚後被奶奶催促生兒育女；對此曾非常抗拒，後來還是意外懷孕。（2024年11月開始間中出現）

## 已離開角色/演員
- 劉百奇 ─楊廣培 飾
  - 職業為營業主任，住在觀塘某大廈十八樓C座。（第一代十八樓C座主角，在離開商台後不再出現。曾經出現於40周年紀念嘉賓演出，2015年9月9日楊廣培在多倫多市郊萬錦市多福醫院病逝）
- 張議員─楊廣培 飾
  - 灣仔區議員，萬年青議員前身。其區議員角色後來轉化成萬年青、乜議員、陳大文。（楊廣培在80年代後期重返十八樓C座，經常飾演的角色）
- 周影塵 ─尹芳玲 飾
  - 職業為攝影師，劉百奇妻子。（第一代十八樓C座主角，在離開商台後不再出現)
- 丁三一 ─馮展萍 飾
  - 《噴火筒雜誌社》總編輯，丁三一角色後來轉化成大編輯。（第二代十八樓C座主角，馮展萍離開商台後不再出現，2019年12月23日逝世）
- 丁噹 ─馬蹄露（梁穎顏） 飾
  - 二十多歲初出茅廬的報館記者妹，滿眶熱忱，她是丁三一的細侄女。但在她出道時，丁三一（馮展萍飾）已幾乎沒有在廣播劇裡出現（丁噹這個角色活躍於1990年代，在馬蹄露離開商台後角色不再出現，而最近出現於50周年紀念作嘉賓演出）
- 阿英 ─吳惠玲 飾
  - 二十歲左右，周老闆的女兒，受殖民地教育，聰明伶俐，為周老闆最疼愛的親人。阿英富正義感，敢於以理說服父親的守舊思想和錯誤觀念，後來劇情交待阿英移民英國，移民後初期周老闆時時惦念女兒。（這個角色活躍於1970年代末至80年代中期，隨著吳惠玲離開商台而作結，而最近出現於50周年紀念作嘉賓演出）
- 程德祿（程公）、煙屎澤 ─金貴 飾
  - 阿佩（Sindy）的二叔。
  - 常被周老闆稱呼為「程生」、「老程」
  - 程公職業為探長，以移民到夏威夷作結。
  - 煙屎澤角色在後來轉化成孤寒鐸。
  - （金貴在1991年因病去世後，程公、煙屎澤不再出現）
- 阿佩（Sindy） ─陳珮珊 飾
  - 程公的侄女，與程公同居，後來與阿Man（歐陽德勛飾）成親。
- 德仔 ─邵傳勇 飾
  - 程公的侄仔，與程公同居。
- 胡百通（鬍鬚仔）─陳森 飾
  - 四十餘歲，唯利是圖，口花花，腦轉數快，滿口不鹹不淡英語、普通話；說話招積、縮骨；但善良。未婚，曾經獨居於灣仔某大廈十八樓D座，與周老闆和無牙三姑是鄰居。通天經紀，中產階層。
  - 常被周老闆稱呼為「胡生」
  - 常稱呼周老闆為「周先生」
  - 鬍鬚仔的口頭禪：“衰鬼”（這是他對祥嫂的暱稱，兩人份屬老友鬼鬼）
  - 鬍鬚仔的口頭禪：“沒問題！”（1990年代以後，國語腔）[10]
  - （2015年7月24日最後一集出現，鬍鬚仔宣告回大陸擔當要職作結；之後成為口述角色，主要由精甩美向大家更新他的近況）
- 胡椒粉 ─Hugo（鄺偉明） 飾
  - 胡百通之叔（Hugo離開商台後不再出現，而且角色更設定於2000年代初逝世）
- 包租公 ─甄錦華 飾
  - 年六十餘歲，本姓包，過氣三世祖，祥嫂之房東，常自認股票通，與周老闆言論對立，常常教訓他，稱呼周老闆為「肥佬周」，周老闆視包租公為眼中釘，被周老闆和鬍鬚仔稱呼為「冇牙佬」、「包生」。
- 大隻標 ─甄錦華 飾
  - 四十幾歲，老粗之人；常常中港來往經營私貨或做散工司機，自認中港江湖老手；早期與鬍鬚仔合作經營販賣木屋，後各奔前程。（間中出現）（後有交代他北上做老闆經營化妝品生意，結婚生兒育女）
- 關老師 ─甄錦華 飾
  - 退休老教師，知書識禮。（2008年打後，關老師極少出現）
  - （2011年3月18日，包租公和大隻標最後一集出現，兩個角色皆不約而同宣告移居大陸作結）
- 郭水（水哥） ─葉佳 飾
  - 周老板伙計，口不擇言，經常聯同祥嫂一唱一和令周老闆氣得「吹鬚睩眼」。周老闆稱呼他「阿水」、「水官」。
  - 阿水的口頭禪：“咖啡一杯～”（於1980年代；因為鬍鬚仔是周記常客，所以每當他到周記而阿水又在門面招呼客人的話，不需要鬍鬚仔開口，阿水便以高聲叫水吧沖咖啡，因此得到鬍鬚仔的讚賞。）
  - 水哥後來機緣巧合下，一家北上創業，在深圳羅湖開茶餐廳，其一家戲份亦此作結。
- 水嫂、柳師奶 ─馬淑逑 飾
  - 水嫂在周記舖前經營報攤。
- 多仔公 ─ 何文光 飾
  - 靠子女多而好食懶飛，攞綜緩。（1990年代後極少出現，最近期出現於40周年紀念嘉賓演出）
- 郭有財（有財）─慢必 飾　
  - 水哥和水嫂的大兒子（間中出現，慢必後來擔任馬路之友節目後不再出現）
- 郭有富（有富）─余廣志 飾
  - 水哥和水嫂的二兒子（間中出現）
- 平少 ─快必 飾
  - 周老板伙計，有時候幫手外賣。（在大約1994至1996年出現，因為快必後來擔任馬路之友節目，故此最後交代有關角色轉職酒店作結）
- 萬年青 ─王德全 飾
  - 灣仔區議員，本姓萬。區議員角色後來轉化成乜議員和陳大文。（間中出現，王德全離開商台後不再出現）
- 乜議員 ─張迦南 飾
  - 灣仔區議員（極少出現，由萬年青轉化過來）
- 蛇仔利─吳忠泰 飾
  - 職業為的士司機。
- 賣菜婆、梁師奶、華記老闆娘 ─陳淑儀 飾（間中出現）
- 蕃茄仔（Frankie） ─許耀斌 飾
  - 律師，有時與鬍鬚仔頂頸（極少出現，許耀斌離開商台後不再出現）
- 阿君 ─薛梅 飾
  - 三姑的乾孫女、於青少年中心任職（極少出現，薛梅離開商台後返回加拿大後不再出現）
- 嘉嘉 ─黎淑芬 飾
  - 舊樓收購集團代表的地產經紀，遇到話題中有不順耳的地方，口頭禪是「Stupid」指責周老闆等人物，之後發表其高見。（2011年創造，取代包租公角色，2012年開始經常出現。2013年7月2日最後一集出現，劇中交代她前往美國修讀碩士課程作結）
- 阿軍 ─（尚待察核）飾
  - 原名張軍，拉表叔朋友，於中國大陸來港，說話帶有大陸口音
- 阿昆 ─ 鄺兆昌 飾
  - 大隻標好友，原本是中港司機，後轉行做網購。（2020年6月16日開始間中出現）
- 阿錕 ─ 冼坤林 飾
  - 錕記豬肉老闆，為周記豬肉供應商，口頭禪為稱呼他人為契媽/妹/哥/爺。（2020年7月27日開始間中出現）
- 靜怡 ─ 蔡靜怡 飾
  - 三姑契女，上班族，育有一小童─B仔。（2020年8月7日開始間中出現）
- 明仔 ─ 伍甄琪 飾
  - 小學生，無牙三姑契孫。
- 任意菲 ─張子君 飾
  - 空中服務員，偶然會結交外藉男朋友。在新冠肺炎疫情期間轉做其他行業維生，短暫經營過「空姐魚蛋檔」，後靠當Youtuber賺取收入。（2019年4月開始間中出現，通常出現在鄭麗美不出現的集數，2022年開始多跟鄭麗美同時出現。2023年4月張子君離開商台，於2023年4月10日最後一次出現，交待她嫁予法籍男友並移居法國作結。)
- 子昕 ─ 子昕 飾
  - 輝仔之大學同學，富家女。熱愛香港懷舊文化，因想更深入了解香港茶餐廳文化，遂加入周記任兼職伙記，並獲周老闆重用。（2023年8月至9月期間不時出現。據編劇透露是「暑期限定」，不過之後仍被眾人提及，也偶有出場）

## 口述角色
並未正式出場，但經常被劇中各人提及
- 老嘢
  - 三姑之夫，茹素，行動不便，卻很留意時事，不出門能知天下事；
  - 2022年2月15日《周記今日唔開門》中首次“出場”。當日劇中設定老嘢與三姑一同在新冠檢測的場地遇見精甩美等劇中其他角色，但沒有對白；僅以三姑表示“乜你個老嘢咁懶㗎，落樓都唔同其他街坊打下招呼嘅？”，以及精甩美向三姑表示“我睇你先生好似好攰咁，你哋都係早啲返去休息啦”的對白交代其出現。
- 的士高的妻女
  - 的士高經常提及自己的妻子和女兒。他口中的老婆容易發惡，社交生活活躍；女兒年幼乖巧亦喜歡問問題，但有時會問到的士高的死穴。間中會出現的士高被妻女「圍攻」的情節。
- 輝媽
  - 輝仔母親，經常被眾人提及，在街上碰面並閒聊兩句之類的。眾人也會在揶揄輝仔一直無法畢業、只顧玩樂時，說替輝媽擔心
- 尖嘴茂
  - 周記茶餐廳大廚，經常創造一些前所未有的事物，名符其實是「阿茂整餅，冇嗰樣整嗰樣」
- 華記 / 超記
  - 周記附近的茶餐廳，被周老闆視為競爭對手。偶然會搞小動作，在網絡上中傷周記之類
- 賣魚勝、賣菜蓮
  - 灣仔街市各店主，經常被提及。偶然會為宣傳店舖而奇招百出
- 洪七公
  - 中醫師，被灣仔一眾街坊公認為「黃綠醫生」
- 盲公炳
  - 相士
- 六婆
  - 於鵝頸橋打小人，祥嫂放假的時候，代替祥嫂負責在後欄清洗碗碟的替工

## 幕後製作
製作：冼坤林／朱振邦